# Argentijns rugbyteam (mannen)
Het Argentijns rugbyteam is een team van rugbyers dat Argentinië vertegenwoordigt in internationale wedstrijden. De Pumas spelen jaarlijks tegen Australië, Nieuw-Zeeland en Zuid-Afrika in de The Rugby Championship.

## Geschiedenis
De eerste interland werd gespeeld in 1910 in Buenos Aires. Een afvaardiging van de Britse Eilanden waren toen op tournee door Zuid-Amerika. Deze wedstrijd en de meeste volgende werden nog verloren. Sinds de jaren 60 werd de sport steeds populairder en het nationale team won steeds meer wedstrijden. Buenos Aires werd een lastige plaats om te spelen voor de Europese landen die op bezoek kwamen. Sinds het eerste wereldkampioenschap rugby in 1987 heeft Argentinië zich elke keer weten te kwalificeren. Het grootste succes werd in 2007 behaald met een derde plaats. Verrassend werd in de openingswedstrijd van het toernooi gastheer Frankrijk opzij gezet. Vervolgens zouden de Argentijnen ook hun drie overige groepswedstrijden winnen én de daarop volgende kwartfinale. Pas in de halve finale werd de zegereeks van de "Pumas" gestopt door toedoen van Zuid-Afrika. In de wedstrijd om het brons kwamen ze opnieuw uit tegen de Fransen. Was het verschil in de eerste wedstrijd slechts vijf punten, nu werden "Les Bleus" duidelijk overklast met een score van 34-10.

## Tenue en bijnaam

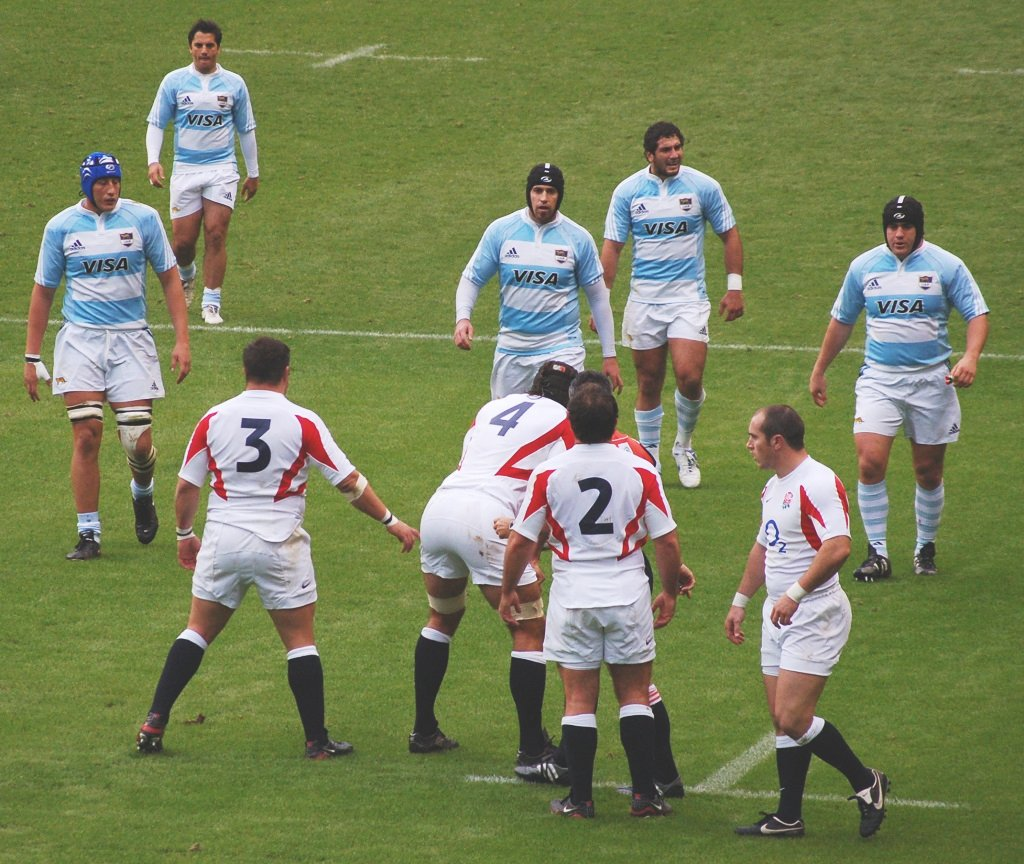
Het Argentijns rugbyteam in een wedstrijd tegen het Engels rugbyteam.

Het team speelt in lichtblauwe en wit gestreepte shirts en kousen met een witte broek. Deze twee kleuren komen uit de Argentijnse vlag en wordt door de meeste nationale sportteams gebruikt. Op de borst is het embleem van de nationale rugbybond afgebeeld. Op het embleem is een jaguar te zien. Dit in tegenstelling tot hun bijnaam de poema's. Waarschijnlijk komt dit door een vergissing van een verslaggever die het Argentijns rugbyteam volgde tijdens hun eerste tournee, door Zuid-Afrika in 1965. De verslaggever zat een goede bijnaam te verzinnen voor het team, toen hij tijdens een wedstrijd rugby het embleem op het shirt zag. Hij dacht dat het een poema was in plaats van een jaguar. Deze vergissing werd wonderwel overgenomen door andere journalisten en zelfs de Argentijnen zelf.

## Wereldkampioenschappen
Argentinië heeft aan elk wereldkampioenschap deelgenomen. In 2007 haalden ze de derde plaats.
- WK 1987: eerste ronde
- WK 1991: eerste ronde
- WK 1995: eerste ronde
- WK 1999: kwartfinale
- WK 2003: eerste ronde
- WK 2007: derde
- WK 2011: kwartfinale
- WK 2015: vierde
- WK 2019: eerste ronde
- WK 2023: gekwalificeerd